# Havelock (Carolina del Nord)
Havelock è una città degli Stati Uniti d'America, situata nella Contea di Craven nello Stato della Carolina del Nord.